# پالیاساره
پالیاساره (به لاتین: Paljassaare) یکی از زیربخش‌های تالین در کشور استونی است.

## نگارخانه

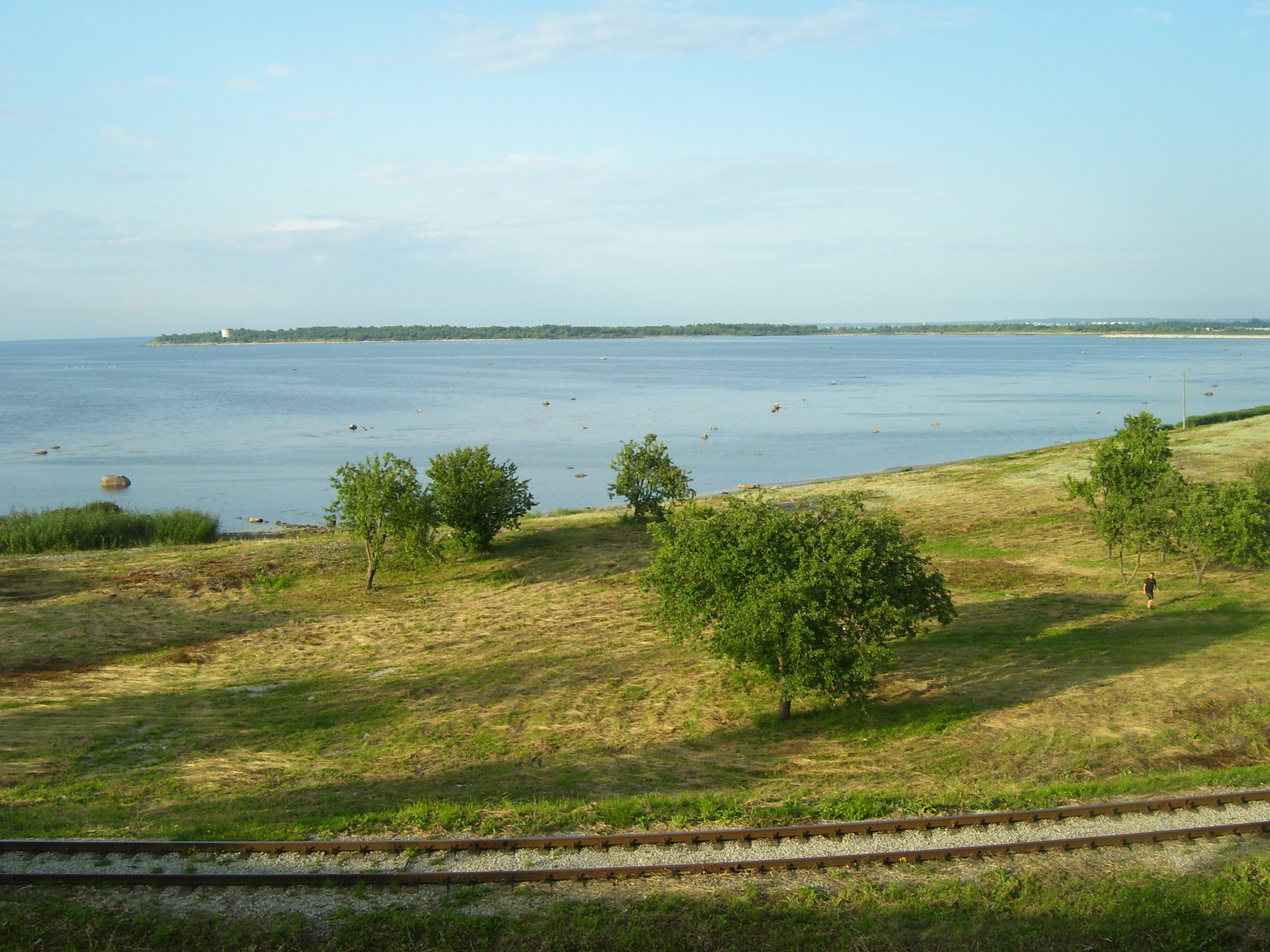
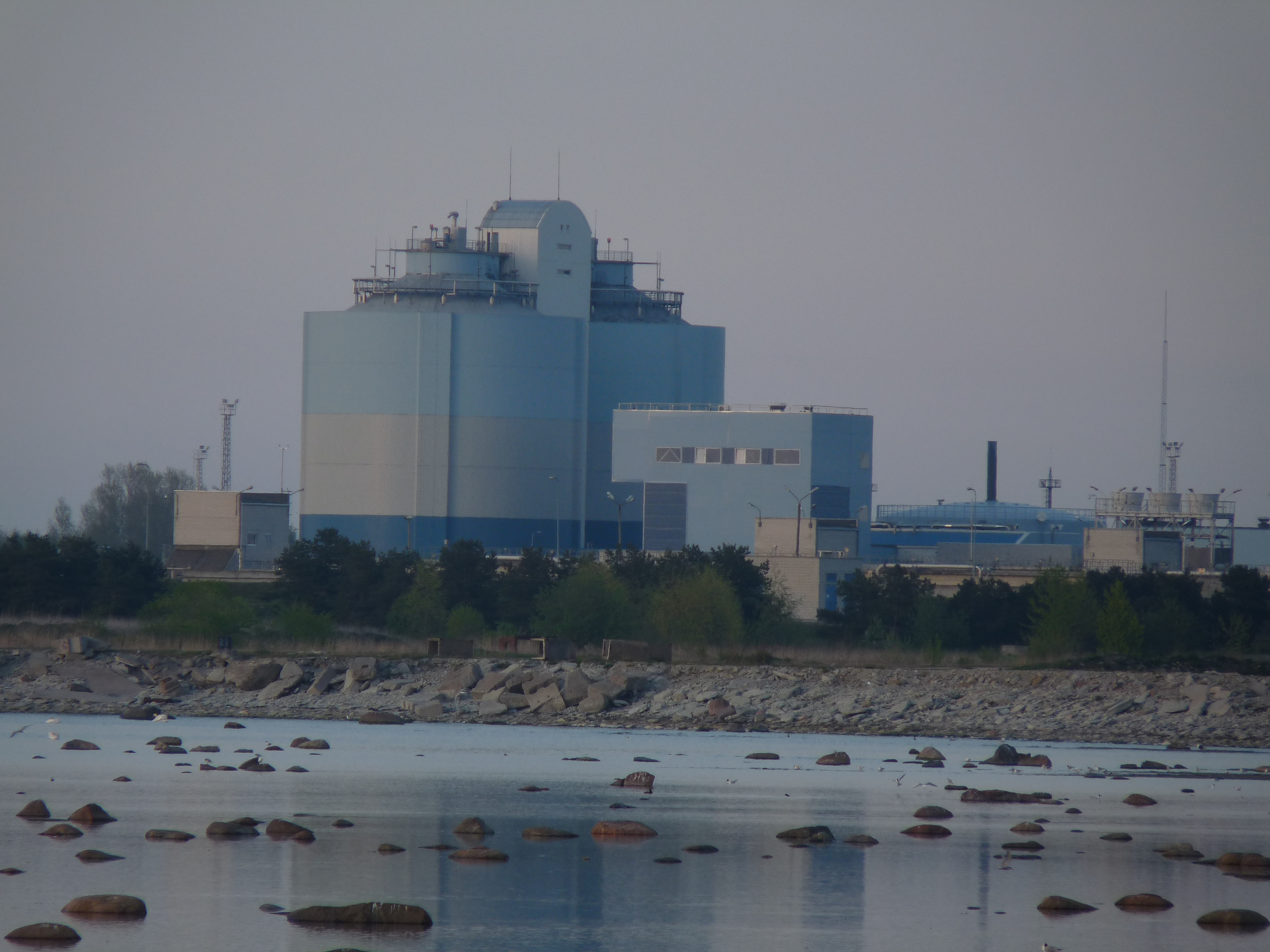
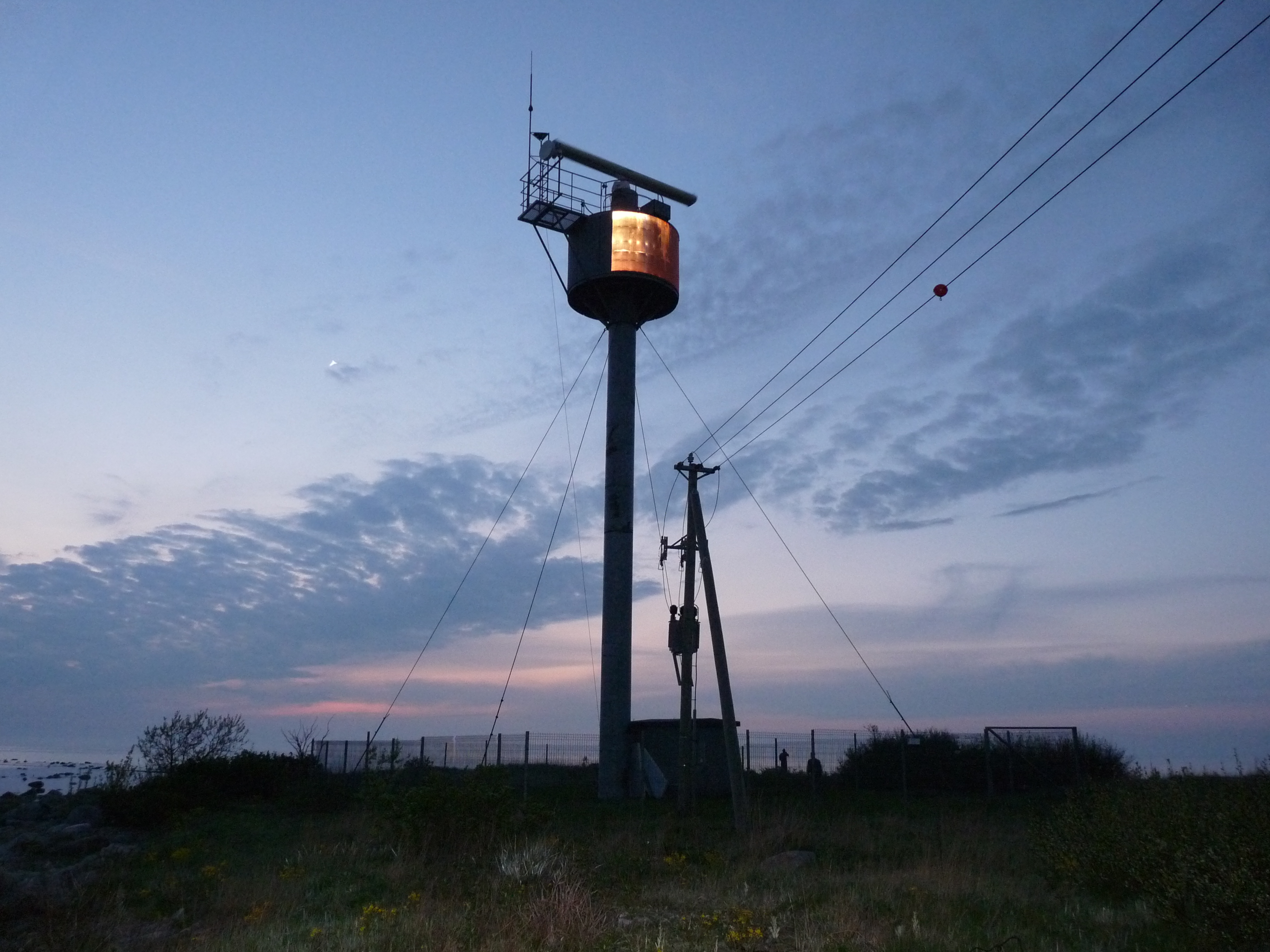

## خصوصیات
پالیاساره ۵۸۳ نفر جمعیت دارد.